# Jürgen Weber (Historiker)
Jürgen Weber (* 1944 in Kaiserslautern) ist ein deutscher Historiker und Politikwissenschaftler.

## Leben
Weber studierte von 1965 bis 1971 Politikwissenschaft, Geschichte und Romanistik an den Universitäten Mainz und Straßburg. Mit der Arbeit Der Europarat und Osteuropa. Entwicklung, Probleme und Möglichkeiten der Osteuropapolitik der Strassburger Organisation erfolgte 1971 an der Johannes Gutenberg-Universität Mainz die Promotion zum Dr. phil.
Von 1971 bis 2009 war er Mitarbeiter der Akademie für Politische Bildung in Tutzing, zunächst als wissenschaftlicher Assistent, ab 1975 als Dozent. Von 1975 bis 1982 war er zudem Lehrbeauftragter an der Ludwig-Maximilians-Universität München.
Er hat zahlreiche Beiträge veröffentlicht, die sich überwiegend mit der deutschen Geschichte nach 1945 befassen.

## Werke (Auswahl)
- Der Europarat und Osteuropa. Entwicklung, Probleme und Möglichkeiten der Osteuropapolitik der Strassburger Organisation. Hochschulschrift (In Zusammenarbeit mit dem Bildungswerk Europäische Politik, Bonn), Europa-Union-Verlag, Bonn, 1972, DNB 730366324
- Die Interessengruppen im politischen System der Bundesrepublik Deutschland. Kohlhammer, Stuttgart, Berlin, Köln, Mainz, 1977, DNB 770193188
- Plurale Demokratie und Verbände. (Mitverfasser Heinrich Oberreuter; unter Mitarbeit von Albin Atzerodt), Klett, Stuttgart, 1978, DNB 790017520
- Kleine Geschichte Deutschlands seit 1945. Deutscher Taschenbuch-Verlag, München, 2002, DNB 963505319
- Deutsche Geschichte 1945 bis 1990. Grundzüge. 5., erweiterte Auflage, Bayerische Landeszentrale für Politische Bildungsarbeit, München, 2010, DNB 1129903745

Mitwirkung und Herausgeber
- Schwierigkeiten mit der Demokratie. Aufsatzsammlung, Olzog, München, 1987, DNB 870746618
- Die Bundesrepublik zwischen Stabilität und Krise. Bayerische Landeszentrale für Politische Bildungsarbeit, München, 1993, DNB 931401321
- Der SED-Staat. Neues über eine vergangene Diktatur. Aufsatzsammlung, Olzog, München, 1994, DNB 940222086
- 30 Jahre Bundesrepublik Deutschland. Teil: Band 2., Das Entscheidungsjahr 1948. 4., durchgesehene Auflage, unveränderter Nachdruck 2010, Bayerische Landeszentrale für Politische Bildungsarbeit, München, DNB 1129903826
- 30 Jahre Bundesrepublik Deutschland. Teil: Band 3., Die Gründung des neuen Staates 1949. 4., überarbeitete und erweiterte Auflage, Bayerische Landeszentrale für Politische Bildungsarbeit, München, DNB 1129904040
- Illusionen, Realitäten, Erfolge. Zwischenbilanz zur deutschen Einheit. Olzog, München, 2006, DNB 978839722